# Ilex kunmingensis
Ilex kunmingensis är en järneksväxtart som beskrevs av Hsi Wen Li och Y.R. Li. Ilex kunmingensis ingår i släktet järnekar, och familjen järneksväxter. Utöver nominatformen finns också underarten I. k. capitata.